# Список греческих и римских архитектурных рекордов
Данный список состоит из разбитых по группам рекордных архитектурных достижений греко-римского мира с 800 года до н. э. по 600 год н. э.

## Мосты
- Самым высоким мостом над водой или землей был одноарочный «Понт д'Аэль» который нёс оросительную воду для Аосты через глубокое альпийское ущелье. Его высота над потоком ниже измеряется 66 м[1].

- Самым большим пролётным мостом был Мост Траяна через нижний Дунай. Мост длиной 1135 метров опирался на 20 опор с пролётами в 50 м между каждой и состоял из дерева и камня, начинаясь и заканчиваясь на территории военных лагерей, он был достаточно высок для судоходства[2].
- Самым крупным мостом со стрельчатой аркой по пролёту был мост Карамагара в Каппадокии с пролётом в 17 м. Построенное в V или VI веке нашей эры через приток Евфрата ныне погружённое в воду сооружение является одним из самых ранних известных примеров стрельчатой архитектуры Европы в позднюю античность и может быть даже самым старым из сохранившихся остроконечных арочных мостов[3].
- Крупнейшими реками, которые были перекрыты сплошными (не понтонными) мостами, были Дунай и Рейн, две крупнейшие европейские реки к западу от Евразийской степи. Нижний Дунай был пересечен по крайней мере в двух разных пунктах (Мост Траяна и Константинов мост), а средний и нижний Рейн обладал четырьмя известными переправами (в Майнце, Нойвиде, Кобленце и Кёльне). Для рек с сильным течением и для быстрого передвижения армии часто прибегали к строительству понтонных мостов[4]. Исходя из явного отсутствия записей о прочных мостах, перекинутых через более крупные реки в других местах[5], римское мостостроение, по-видимому, было непревзойденно в любой точке мира вплоть до XIX века.
- Самым длинным мостом и одним из длиннейших был Константинов мост с общей длиной 2437 м, 1137 м из которых пересекали русло Дуная[6]. Длина Пон Серме в южной Франции достигала 1500 м[7], хотя он классифицируется скорее как аркадный виадук. Вторым длиннейшим мостом был уже вышеупомянутый мост Траяна дальше вверх по течению от Константинова. Возведённый в 104—105 гг. н. э. инженером Аполлодором Дамасским для облегчения передвижения римских войск в ходе войны с Даками, он состоял из двадцати пролетов, охватывавших в общей сложности расстояние от 1070 до 1100 метров. Самый длинный из ныне существующих римских мостов — это шестидесяти двух-пролётный Пуэнте Романо в Мериде, Испания (790 м.). Общая длина всех арочных мостов в Акведуке Марция в Риме, построенном с 144 по 140 гг. до н. э., составляет 10 км.[8]

- Самым длинным сегментированным арочным мостом был 1100-метровый Мост Траяна, чья деревянная надстройка опиралась на двадцать бетонных опор[2]. Мост в Лимире (Турция) состоял из двадцати шести уплощённых кирпичных арок и демонстрирует наибольшую длину из сохранившихся к нашему времени мостов в данной категории (360 м).
- Самым высоким мостом был Пон-дю-Гар, который нёс воду из Гардона в современный Ним в южной Франции. 270-метровый мост с функциями акведука был построен в три яруса, каждый из которых измеряется как 20,5 м, 19,5 м и 7,4 м высотой, что даёт общую высоту в 47,4 м выше уровня воды. При пересечении больших и глубоких ущелий и долин, римские гидроинженеры предпочитали технологию обратного сифона (дюкера, где вода двигалась по U-образной траектории, сначала спускаясь с высоты, а затем поднимаясь на тот же уровень) относительно мостов из соображений экономики; это хорошо видно на примере Акведука Ле-Жье, где семь из девяти сифонов спускают воду с высоты 45 м на глубину с учётом уклона до 123 м. Высочайшим дорожным мостом был Алькантарский мост, Испания, и мост в Нарни, Италия, чьи высоты над водным потоком составляли 42 и 30 метров соответственно[9].
- Самым широким мостом был Пергамский мост в Пергаме (современная Турция). Структура служила основанием платформы перед храмом Сераписа, позволяя воде реки Селинус свободно проходить понизу. При ширине в 193 метра размеры сохранившегося моста таковы, что его часто принимают за туннель, хотя на самом деле вся конструкция была возведена над землёй. Аналогичными особенностями обладает и мост в Нисе, который, перекрывая 100 метров реки, служит передним двориком для древнего амфитеатра[10]. Для сравнения ширина обычного, свободно стоящего римского моста не превышала 10 м[11].

- Мостом с наибольшей грузоподъёмностью — насколько об этом можно судить из ограниченного числа исследований — был Алькантарский мост, крупнейшая арка которого может выдержать нагрузку в 52 т, далее следуют Понте де Педра (30 т), Пуэнте Бибей (24 т) и Пуэнте де Понте-де-Лима (24 т) (все в Испании)[12]. В соответствии с современными вычислениями, Мост в Лимире, Малая Азия, может выдержать 30-тонную машину на одной арке и нагрузку до 500 кгс/м2 на оставшуюся поверхность арки[13]. Предел нагрузки римских арочных мостов до сих пор превышает нагрузки трафика, налагаемые древним движением из людей, животных и повозок[12].

Соотношение пролёта моста относительно высоты, ребра арки и толщины опор:
- Мостом с самыми плоскими арками был Мост Траяна с отношением пролёта к высоте примерно 7:1[2]. Мост побил также несколько других рекордов (см. выше)[2]. Немалая часть полностью каменных сегментированных арочных мостов, раскиданных по империи, обладала примерным соотношением в 6,4:3, как относительно неизвестный Лимирский мост или Понте Сан-Лоренцо и Алькантарский мост[14]. Для сравнения Флорентийский «Понте-Веккьо», один из самых ранних сегментированных арочных мостов Средневековья, соблюдал соотношением пролёта к высоте в 5,3:1.
- Мостом с самой тонкой аркой был мост в Пон-Сен-Мартен в альпийской Валле-д’Аоста[15]. Благоприятное отношение толщины ребер арки к размаху пролёта считается единственным наиболее важным параметром при проектировании каменных арок[16]. Ребро Арки моста в Пон-Сен-Мартен всего 1,03 м толщиной и достигает соотношения к пролёту в 1/34 или в 1/30 в зависимости от того, какой пролёт считать (35,64 м[15] или 31,4 м[17]). Статистический анализ сохранившихся римских мостов показывает, что древние мостостроители предпочитали соотношение толщины рёбер арки к пролёту 1/10 для небольших мостов, в то время как для больших пролётов они уменьшали его до 1/20, чтобы освободить арку от части собственного веса[18].
- Мостом с самыми тонкими опорами был трёхпролётный мост Мост Понте Сан Лоренцо в Падуе, Италия. Благоприятное соотношение между толщиной опоры и пролётом считается особенно важным параметром в мостостроении, поскольку широкие пролёты уменьшают скорость водного потока, который имеет тенденцию подрывать фундаменты и вызывать обрушение[19]. Опоры Понте Сан-Лоренцо толщиной всего 1,70 м (1/8 от ширины пролёта)[20]. В некоторых римских мостах это соотношение достигало одной пятой, но общая толщина опор составляла около одной трети пролёта[21]. Построенный между 47 и 30 гг. до нашей эры мост Сан-Лоренцо также представляет собой один из самых ранних сегментированных арочных мостов в мире с соотношением пролёта к высоте 3,7:1[14].

## Каналы
- Крупнейшим каналом древности, видимо, являлся «Канал фараонов», соединявший Средиземное и Красное море через Нил. Начатый, но незаконченный ещё во времена фараона Нехо II и открытый при Птолемее II около 280 г. до н. э. водный путь разветвлялся от дельты Нила на восток через ныне высохшее русло реки — «Вади Тумилат» в сторону Горьких озёр на протяжении 55,6 км. Затем канал резко поворачивал на юг, следуя современному направлению Суэцкого канала, и через 92,6 км впадал в Красное море. Канал был глубиной 10 м и шириной 35 м, вход в него был закрыт шлюзом[22]. Во время правления Траяна Птолемеев канал был восстановлен и протянулся ещё примерно на 60 км к югу, где он теперь соединялся с главным ответвлением Нила в Вавилоне Египетском[23]. Особенно амбициозной схемой канала, которая так и не осуществилась, был проект Неронского Коринфского канала, работа над которым была прекращена после его убийства[24].

## Колонны
Примечание: В этом разделе не проводятся различия между барабанными и монолитными колоннами; записи, касающиеся только последних, см. в разделе монолиты.
- Самой высокой триумфальной колонной в Константинополе была Колона Феодосия, которой больше не существует, а высота её вершины над землей составляла около 50 м.[25] Колонна Аркадия, чье 10,5-метровое основание сохранилось, была высотой около 46,1 метра.[26]Колонна Константина возможно, первоначально возвышалась на 40 м над мостовой Форума.[27] Высота Колонны Юстиниана неясна, но, возможно, она была ещё больше. Высота каждого из этих памятников первоначально была ещё выше, так как все они были дополнительно увенчаны колоссальной императорской статуей превосходившей их рост в несколько крат.
- Высочайшей колонной Победы в Риме является колонна Марка Аврелия, с высотой верхушки над землей в 39.72 м. Таким образом, она превосходит свой более ранний прототип, колонну Траяна, на 4.65 м, в основном за счет более высокого пьедестала.[28]
- Высочайшей монолитной колонной является Помпеева колонна (построенная в честь Диоклетиана, и названая так в честь построившего её префекта) в Александрии. Стержень колонны имеет высоту 20,46 м и диаметр 2,71 м. Он вырезан из глыбы асуанского гранита весом 285 тонн. Общая высота монумента с базой и капителью — 26,85 м[29][30] Статуя Диоклетиана на вершине «Помпеевой» колоны сама по себе была примерно 7 м высотой.[31]
- Высочайшая коринфская колоннада, (стиль которой был особенно популярен в римском монументальном строительстве), украшала Храм Юпитера в Баальбеке, достигая высоты 19,82 м, включая основание и капитель; сами стволы колонн были 16.64 м высотой. Следующие по высоте колонны стояли в Храме Марса-Мстителя в Риме и в Афинском Храме Зевса Олимпийского с высотой в 17.74 м (14.76 м без основания и капителя) и 16.83 м (14 м без основания и капителя) соответственно. За ними следует группа из трех практически идентичных колоннад коринфских ордеров в Риме: Адрианеум, храм Аполлона в Риме построенный или перестроенный консулом Гаем Сосием и Храм Диоскуров, во всех трёх колоннады порядка 14.8 м (12.4 м без основания и капителя) высотой.[32]

## Плотины
- Крупнейшая Арочная плотина была Плотиной Гланума в Французском Провансе. Поскольку её остатки были почти уничтожены плотиной 19-го века на том же самом месте, её реконструкция опирается на предшествующую документацию, согласно которой римская плотина была высотой 12 м, шириной 3,9 м и длиной 18 м.[33] Будучи самой ранней известной арочной плотиной[34], она оставалась уникальной в древности и далеко вне пределов своего местоположения (за исключением плотины Дары, размеры которой неизвестны).[35]
- Крупнейшей Арочно-гравитационной плотиной была Плотина Кассерин в Тунисе, возможно, самая большая римская плотина в Северной Африке длиной 150 м, высотой 10 м и шириной 7,3 м.[36] Однако, несмотря на свою изогнутую природу, неясно, действовала ли плотина 2-го века нашей эры конструктивно как арочная, а не только за счет своего собственного веса; в этом случае она была бы классифицирована как гравитационная плотина[37] и значительно меньшие сооружения в Турции, или испанская плотина Пуй Форададо поднялись бы в этой категории выше (см.также Список Римских плотин).
- Самой большой мостовой плотиной была Банд-э Кайсар, которая была возведена военнопленными из армии императора Валериана, на территории Государства Сасанидов в 3 веке нашей эры.[38] Сооружение длиной около 500 м, представлявшее собой оригинальную комбинацию водосливной плотины и арочного моста,[39] пересекало самую сточную реку Ирана на более чем сорока арках.[40] Это было самое восточное римское гражданское сооружение, когда-либо построенное,[41]Его конструкция двойного назначения оказала глубокое влияние на иранское строительство плотин.[42]
- Самой крупной контрфорсно-арочной плотиной была плотина в Эспаррагалехо (Испания), чья стена длиной 320 м поддерживалась на низовом откосе попеременно контрфорсами и вогнутыми арками.[43] Датируемое 1 веком нашей эры сооружение представляет собой первую и, как представляется, единственную известную в древности плотину такого типа.[44]
- Самой длинной контрфорсной плотиной была 632+ метровая Плотина в Консуэгра, (3-4 века н. э.) в центральной Испании, которая до сих пор довольно хорошо сохранилась.[45] Вместо земляной насыпи её единственная подпорная стена толщиной 1,3 м поддерживалась с нижней стороны контрфорсами с регулярными интервалами от 5 до 10 м.[43] В Испании сосредоточено большое количество древних контрфорсных дамб, что составляет почти треть от общего числа найденных там римских дамб в целом.[46]
- Самая длинная гравитационная плотина, и длиннейшая плотина в целом, образовывала водохранилище Хомс в Сирии. Построенная в 284 году н. э. императором Диоклетианом для орошения, каменная плотина (в настоящее время длиной 2000 м и высотой 7 м) состояла из бетонного ядра, защищённого базальтовым тёсанным камнем[47]. Водохранилище, 9,6 км в длину и 4 км в ширину[48], имело ёмкость 90 млн м³, что делало его самым большим римским водохранилищем на Ближнем Востоке[49] и, возможно, самым большим водоёмом, созданным до эпохи современности[48] Расширенное в 1930-х, водохранилище остается достопримечательностью Хомса, и продолжает снабжать город водой[50]. Другие известные плотины в этой категории включают в себя малоизученную плотину Вади-Каам II длиной 900 м в Лептис-Магна (современная Ливия)[51] и испанские плотины в Алькантарилье и в Консуэгра.
- Самая высокая плотина располагалась около Субьяко, современного города в Центральной Италии[52]. Группа из трёх плотин была заказана Нероном (54-68 годы н.э) как дополнение к его вилле на реке Аньене, целых три водохранилища были крайне необычны в свое время для рекреационных, а не утилитарных целей.[53] Самая большая плотина группы, по оценкам экспертов, достигала высоты 50-ти метров.[54] Рекорд оставался непревзойденным в мире до случайного разрушения плотины в 1305 году двумя монахами, решившими добыть облицовочный камень с верхушки плотины.[55] Также довольно высокими сооружениями были плотина Альмонасид-де-ла-Куба (34 м),Плотина Корналво (28 м) и Плотина Прозерпины (21.6 м), все они расположены в Испании, и все построены римлянами.

## Купола
- Крупнейшим куполом в мире на протяжении 1,700 лет обладал Римский Пантеон.[56] Бетонный купол здания, охватывает внутреннее пространство площадью 43,45 м,[57]что точно соответствует его высоте от пола до верха. Его вершина завершается окулюсом 8.95 м шириной. Это сооружение оставалось непревзойденным до 1881 года, и до сих пор носит титул самого большого неармированного монолитного бетонного купола в мире.[58] Пантеон и по сей день оказывает огромное влияние на строительство куполов в архитектурной школе Западного Мира.[59]
- Крупнейший купол из глиняной пустотелой посуды когда-либо построенный — был в кальдарии Терм Каракаллы в Риме. Ныне разрушенный купол, построенный в 216 году нашей эры, имел внутренний диаметр 35,08 м.[60] Для уменьшения веса его каркас был изготовлен из амфор скрепленных вместе, совершенно новый тогда метод, который помог обойтись без трудоемкого «деревянного строительного кружева» (своего рода строительных лесов для создания и поддержки купола)[61]
- Самые большие полукупола были найдены в Термах Траяна в Риме, построенных в 109 году нашей эры. Некоторые экседры встроенные в стены Термы, достигали 30 метров в пролёте.[57]
- Самый большой каменный купол был в «Западных Термах» в Джараше, (Иордания), построенных около 150—175 гг н. э. Купол банного комплекса шириной 15 м также был одним из самых ранних в своем роде с квадратным основанием (квадрокуполом).[62]

## Укрепления
- Самые длинные городские стены были у Древних Афин. Их необычайная протяженность была обусловлена строительством знаменитых «Длинных стен» сыгравших ключевую роль в морской стратегии города, обеспечив ему безопасный выход к морю и предоставив населению Аттики зону безопасности на случай иностранного вторжения. В канун Пелопоннесской войны (431—404 до н. э.), Фукидид описывал размерность стен следующим образом[63][64]: 43 стадия (7,6 км) для городских стен без юго-западного участка, покрытого другими стенами, и 60 стадий (10,6 км) вокруг порта Пирей. Коридор между ними был образован северной Длинной стеной (40 стадий или 7,1 км) и Фалеровыми стенами (35 стадий или 6,2 км). В соответствии с тем, что Аттическая стадия составляет 177,6 м[65], совокупная длина стен Афин составляла 31,6 км. Сооружение, состояло из высушенных на Солнце саманных кирпичей на основе из известняковых блоков, и было демонтировано в 404 до н. э. после поражения Афин, но восстановлено десятилетием позднее[66]. Сиракузы, Рим (Стена Аврелиана) и Константинополь (Стены Константинополя) были также окружены очень длинными стенами.

## Монолиты
- Самый большой монолит поднятый одним краном был определён по характерным пазам (каждые из которых указывают на использование одного крана) в поднятых каменных блоках. Разделив его вес на их количество, можно получить максимальную грузоподъемность от 7,5 до 8 т, как это видно на примере карнизных блоков Форума Траяна и Архитравных блоков Храма Юпитера в Баальбеке.[67] Основываясь на детальном римском рельефе строительного крана, инженер О’Коннор вычислил несколько меньшую грузоподъемность, 6,2 т, для журавлиного типа кранов, исходя из предположения, что он приводился в действие пятью людьми и использовал блок из трёх шкивов.[68]
- Крупнейшим монолитом поднятым кранами был 108-тонный угловой блок карниза храма Юпитера в Баальбеке, а также блок архитрава весом в 63 т, оба блока были подняты на высоту примерно в 19 м.[69] Главный блок Колонны Траяна, весом 53,3 т был поднят на высоту около 34 м над землей.[70] Поскольку такие огромные грузы намного превышали подъемную способность любого одиночного журавлиного крана, предполагается что римские инженеры установили четырёхмачтовую подъемную башню, в середине которой каменные блоки были вертикально подняты с помощью кабестанов размещенных на земле вокруг.[71]
- Самыми крупными тесанными монолитами являются три гигантских строительных блока в каменоломне Баальбека: Открытый в 2014 году в карьере строительный блок длиной около 19,6 метров, и массой оцениваемой в 1650—1670 тонн, Затем монолит массой порядка 1300 тонн, длиной 20 метров, с сечением примерно 4,5 × 4,5 м. И общеизвестный с древности, Южный камень, с длиной блока 20,31—20,76 м, шириной — 4 м внизу и 4,14—5,29 м вверху, высотой — 4,21-4,32 м и массой порядка 1050 т.[72][73] Все три известняковых блока предназначались для римского храмового района поблизости, возможно как дополнение к Трилитону, но были оставлены по неизвестным причинам в своих карьерах.[74]
- Самые большие передвинутые монолиты были Трилитоном, группой из трех монументальных блоков на карнизе храма Юпитера в Баальбеке. Отдельные камни имеют длину 19,60 м, 19,30 м и 19,10 м соответственно, глубину 3,65 м и высоту 4,34 м.[75] Весом в среднем около 800 т., они были перевезены на расстояние 800 м от карьера и, вероятно, вытянуты с помощью веревок и кабестанов в свое конечное положение.[76] Опорный каменный слой под ними представляет собой ряд блоков, которые весят порядка 350 тонн каждый.[75] Различные гигантские камни римского Баальбека занимают высокое место среди самых больших искусственных монолитов в истории.
- Крупнейшие монолитные колонны использовались римскими строителями, которые предпочитали их барабанным колонам, типичным для классической греческой архитектуры.[77] Логистика и технология, связанные с транспортировкой и возведением сверхбольших монолитных колонн, были требовательны: как правило, вес колонных стволов в диапазоне длин от 40 до 60 римских футов (от 11.8 до 17.8 м) удваивался с каждыми добавочными 10 футами вплоть до 50, 100 и даже 200 тонн.[77] Несмотря на это, монолитные валы высотой сорок и пятьдесят футов можно найти в ряде римских зданий, но примеры длиной шестьдесят футов, видны только в двух неоконченных гранитных колоннах всё ещё лежащих нетронутыми в каменоломнях Монс Клаудианус, в Египте.[78] Одна из пары, найденных только в 1930-х,[79] имеет расчетный вес 207 т.[80] Все эти размеры, однако, превосходят Помпеева колонна, отдельно стоящая триумфальная колона возведенная в Александрии в 297 году н. э. при высоте ствола (без учёта основы и бывшей сверху статуи) в 20.46 м и диаметре 2.71 м. в основании, вес собственно колонны рассчитывается как 285 т.[29]
- Крупнейший монолитный купол венчает построенный в начале 6 века н. э. Мавзолей Теодориха в Равенне, бывшей столице Остготского королевства. Вес одной кровельной плиты шириной 10,76 м был рассчитан как 230 т.[81]

## Обелиски
- Самые высокие обелиски находятся в Риме, украшая его внутренние городские площади. Обелиск на Пьяцца Навона достигает 16.54 м в высоту без учёта пьедестала, далее следуют обелиск на Эсквилине, Квиринале (оба 14.7 м), Обелиск Саллустиано (13.92 м) и несколько меньший обелиск Пинчиана. Некоторые из них были исписаны иероглифами египетскими иероглифами, другие остались пустыми. Эти пять обелисков входят в группу из 8 древнеегипетских обелисков, которые были перенесены по императорскому приказу с Нила на Тибр, что делает Рим — современным городом с самыми древними обелисками.[82]

## Дороги
- Самая длинная дорога с колеей была так называемым Диолком, вблизи от Коринфа, (Греция), протяженностью от 6 до 8,5 км.[83] Мощеная дорога позволяла переправлять лодки через Коринфский перешеек, избегая долгого и опасного морского путешествия вокруг полуострова Пелопоннес. Работая по железнодорожному принципу, с шириной колеи около 160 см между двумя параллельными канавками, вырезанными в известняковой брусчатке,[84] дорога служила на постоянной основе более чем 650 лет (с 6 века до н. э. по 1 век н.э).[85] Для сравнения, схожая дорога с колеей построенная в 1604 году (вблизи от Уоллатон-холл (Англия)), была длиной всего в 3 км.

## Крыши
- Крупнейшая балочно-стоечная крыша по поперечному сечению покрывала Парфенон в Афинах. Расстояние между стенами целлы составляло 19,20 м, а между внутренними колоннадами-11,05 м.[86] Сицилийские храмы того времени имели несколько большие поперечные сечения, но они, возможно, были покрыты стропильными крышами.[87]
- Крупнейшая крыша на основе стропильной фермы, по поперечному сечению покрывала тронный зал дворца Флавиев построенного для императора Домициана (81-96 г. н. э.) на Палатине, (Рим). Деревянная стропильная крыша имела ширину 31,67 м, что несколько превышало постулируемый предел в 30 м для римских кровельных конструкций. Фермы со стропильной затяжкой допускали гораздо большие пролёты, чем более старая система балок и стоек: девять из десяти самых больших прямоугольных пространств в римской архитектуре были соединены таким образом, с единственным исключением в виде крестового свода Базилики Максенция.[88]

## Тоннели
- Самым глубоким туннелем является Клавдиев тоннель, построенный за одиннадцать лет при императоре Клавдии (41-54 н.э). Осушение озера Фучино, крупнейшего итальянского внутреннего водоема, расположенного в 100 км к востоку от Рима, общепринято считается самым амбициозным римским туннельным проектом, поскольку расширило древние технологии туннелепроходчества до своих закономерных пределов.[89] 5653 метровый «канат» проходящий под Монте-Сальвиано, обладает вертикальными шахтами глубиной до 122 м; ещё более длинные шахты были проложены наклонно через скалу.[90] После ремонта при Траяне и Адриане, туннель Клавдия оставался в эксплуатации до конца античности. Различные попытки реставрации и окончательного осушения озера, увенчались успехом только в конце 19 века (1875 год).[91]
- Самым длинным дорожным туннелем является Кокцеев тоннель вблизи от Неаполя, (Италия), соединяющий Кумы с базой Древнеримского флота, Портус Юлий. Туннель длиной 1000 м был частью обширной подземной сети, которая облегчала передвижение войск между различными римскими объектами в вулканической зоне. Построенный архитектором Кокцеем Авктом, он отличался мощеными подъездными дорогами и достаточно спрямленными стенами и полом. Другие достойные упоминания дорожные тоннели включают в себя Крипту Неаполитану в Поццуоли (750 м в длину, 3-4 м в ширину и 3-5 м в высоту), и схожий размерами Грот ди Сейано в Неаполе.[92]
- Самым длинным канатом была подземная часть (106 км.) Акведука Гадары (64 км надземная часть) в северной Иордании. Это недавно обнаруженное сооружение в течение сотен лет обеспечивало водой Даръа, Абилу и Гадару, три города входивших в так называемый Декаполис.[93][94] Монументальная работа, по всей видимости была выполнена в семь этапов строительства между 130 и 193 годами нашей эры. Расстояние между отдельными вертикальными стволами составляло в среднем 50 м. Вероятно, проект был инициирован Адрианом, который предоставил привилегии городам во время более длительного пребывания в Декаполисе. Акведук продолжал функционировать пока византийцы не потеряли контроль над регионом после битвы при Ярмуке в 636 н. э.[95]
- Самый длинный туннель, вырытый с противоположных концов был построен примерно в конце 6 века до нашей эры для осушения и регулирования озера Неми (Италия).[96] Измеренный в 1600 м, он был почти на 600 м длинней, чем несколько более старый Эвпалинов тоннель на острове Самос, первый туннель в истории, который был раскопан с двух концов с методическим подходом.[97] Туннель Альбано, также расположенный в центральной Италии, достигает в длину 1400 м.[98] Он был выкопан не позднее 397 года до нашей эры и до сих пор находится в эксплуатации. Определение направления проходки тоннелей под землей, и координация продвижения отдельных рабочих групп, делали необходимым тщательное обследование и выполнение работ со стороны древних инженеров.

## Своды
- Крупнейший цилиндрический свод по пролёту покрывал Храм Венеры и Ромы (Рим). Построенное между 307 и 312 годами нашей эры, сводчатое сооружение заменило первоначальную деревянную стропильную крышу времен Адриана.[88]
- Крупнейший крестовый свод по пролёту шириной 25,01 м, покрывал главный неф Базилики Максенция на Римском Форуме, и был построен в начале 4 века нашей эры.[88]

## Прочие достижения
- Наибольшая концентрация механической силы — была сосредоточена на Барбегальском комплексе водяных мельниц в Южной Франции, построенном в начале 2 века нашей эры.[99] Шестнадцать Водяных колёс приводясь в движение водами арочного ответвлением Акведука в сторону города Арль, производили примерно 4,5 т муки в сутки — что вполне позволяло кормить население в 12 500 человек, или большую часть Арля.[100] Похожие комплексы известны около Диярбакыра в Малой Азии, и на холме Яникул в Риме, и в ряде иных мест раскиданных по Империи.[101]
- Самая длинная винтовая лестница окружала построенную во 2 веке нашей эры Колонну Траяна в Риме. Имея высоту 29,68 м, она превосходила свою преемницу вокруг колонны Марка Аврелия, всего на 6 см. Её ступени были вырезаны из девятнадцати массивных мраморных блоков, так что каждый барабан колонны составлял пол-оборота из семи ступеней. Качество изготовления было таково, что лестница была практически ровной, а стыки между огромными блоками точно подогнаны. Конструкция Траяновой колонны оказала глубокое влияние на римскую строительную технику, и винтовая лестница со временем стала важным архитектурным элементом.[102]
- Самая длинная прямая рукотворная линия была образована участком Римского лимеса длиной 81 259 м в Германии. Линия укреплений проходила по холмистой и густо поросшей лесом местности совершенно линейно, отклоняясь по всей своей длине только один раз, на расстояние в 1,6 км, чтобы избежать крутой долины. Необычайная точность выравнивания была приписана «громе», геодезическому инструменту, который римляне использовали с большим успехом при разделении земель и строительстве дорог.[103]